# Enicospilus biumbratus
Enicospilus biumbratus là một loài tò vò trong họ Ichneumonidae.